# 小糸敬夫
小糸 敬夫（こいと たかお、1973年8月27日 - ）は、日本の元男子バレーボール選手。

## 来歴
京都府京都市出身。ジュニア代表に選ばれアジアジュニアで準優勝。亜細亜大学卒業後、1996年に松下電器（現在のパナソニックパンサーズ）に入団した。以前は選手兼任コーチとしても活躍していた。
ベテランのリベロとして長年チームを支えた。2011年退団。

## 所属チーム
- 花園高校
- 亜細亜大学
- 松下電器・パナソニックパンサーズ（1996-2011年）